# Racing Club chalonnais
Ne doit pas être confondu avec le Rugby tango chalonnais, club créé en 2016.
Maillots
Le Racing Club chalonnais, connu sous ce nom de 1899 à 2010 puis en tant qu'Association sportive racing club chalonnais jusqu'en 2016, est un club français de rugby à XV, basé à Chalon-sur-Saône dans le département de Saône-et-Loire.
Le club disparaît après la saison 2015-2016, après avoir fait l'objet d'une liquidation judiciaire.

## Historique

### Débuts puis hauts et bas
Le club est créé en 1899. Les chalonnais adoptent officiellement les couleurs, gris et noire à partir de la saison 1907-1908. En 1912, le club se pose à côté de l'école professionnelle.
En 1917, le club arrive en demi-finale de la coupe de l’Espérance qui remplace le championnat de France pendant la guerre.
Il perd de peu 6-0 contre le futur champion, le Stade nantais après avoir battu Lancey-Sports en quart de finale, sur le score de 6-3 à Lyon.
Le stade Eugène-Lebeau est inauguré le 3 octobre 1920 avec un match contre l'équipe drômoise du Valence sportif,. L'enceinte sportive porte le nom d'un jeune licencié du club décédé à cause d'une grave blessure à la tête infligée 29 février 1920 lors d'une partie contre l'US Beaune, pourtant « jouée de façon très amicale et sans aucune brutalité » selon la presse locale. Une plaque de marbre disposée dans un angle du stade porte les noms des 19 Racingmen morts pour la France au cours de la Première Guerre mondiale.
Entre 1919 et 1924, le RC Chalon atteint la finale du championnat de Bourgogne à six reprises. En 1925, il club atteint la division Honneur (2e division), mais est relégué en Promotion (3e division) à l'issue de la saison.
Le 5 février 1922, le Stade toulousain vient jouer et gagner 16 à 0 contre le RCC. À partir de 1929, Franck Perret et Paul Dorland dynamisent le club avec, en deux saisons, une victoire contre le CS Vienne et une belle prestation contre Toulon.
Chalon progresse dans la hiérarchie sous l'impulsion de son trois-quart centre international Jean Coderc qui connaîtra la première de ses cinq sélections à Francfort contre l'Allemagne.
Chalon dispute deux huitièmes de finale du championnat consécutifs en 1937 et 1938, perdus respectivement contre Carcassonne et Lyon.
L'année suivante, le club termine 2e de son groupe et invaincu en challenge Yves du Manoir et manque pour deux point la qualification pour les demi-finales de l'épreuve mais est relégué en deuxième division après un match de barrage perdu contre Foix.
En 1945 Louis Brailly prend la présidence du club.
Le 20 avril 1958, le RCC bat le LOU 5 - 0 et remonte en première division.
Sa meilleure performance reste la saison 1962-63 où le club bat le SU Agen, premier club français à l’issue des matchs de poules et futur vainqueur du Challenge Yves du Manoir en 16e de finale avant de sortir Vichy en 1/8e puis d’échouer en quart contre le Stade montois des internationaux Christian Darrouy, Guy et André Boniface.
En 1970, Louis Brailly quitte la présidence, le club descend alors en deuxième division, remonte l'année suivante puis redescend en groupe B en 1974 alors que l'élite est réduite de 64 à 32 clubs puis en deuxième division l'année suivante.
Chalon descend ensuite en deuxième division la saison suivante.
Le 8 mai 1988, le RCC remonte en première division lors d'un match à Saint-Claude contre Chambéry soldé par une victoire 12 à 10.
Chalon atteint ensuite les demi-finales du championnat de France groupe B, battu par le Castres olympique de Francis Rui, futur champion de France 27-9 puis passe 4 saisons consécutives en élite.
En 1990, Chalon termine cinquième de sa poule et manque de peu la qualification pour les huitièmes de finale du Championnat.
En 1991, Chalon termine sixième de sa poule et manque encore la qualification.
L'ouvreur Patrice Favre quitte alors le club pour le RRC Nice.
Le 26 avril 1992, le club réalise l'une des plus grandes performances de son histoire.
Sorti 31è sur les 32 qualifiés, il bat ensuite le CA Bègles Bordeaux, 19 - 18, à Tulle en 1/16e de finale du Championnat avant d'être éliminé au tour suivant par le Castres olympique 9-3 à Valence.
En 1993, c'est la descente du Racing club chalonnais du groupe A, le plus haut niveau du rugby français, en groupe B de 1re division après une saison catastrophique avec 1 match nul (contre Toulon) et 19 défaites.
Le club évolue en Fédérale 1 les années suivantes, sauf en 2002-2003 (Fédérale 2).

### L'ère Jean-Paul Cheveaux

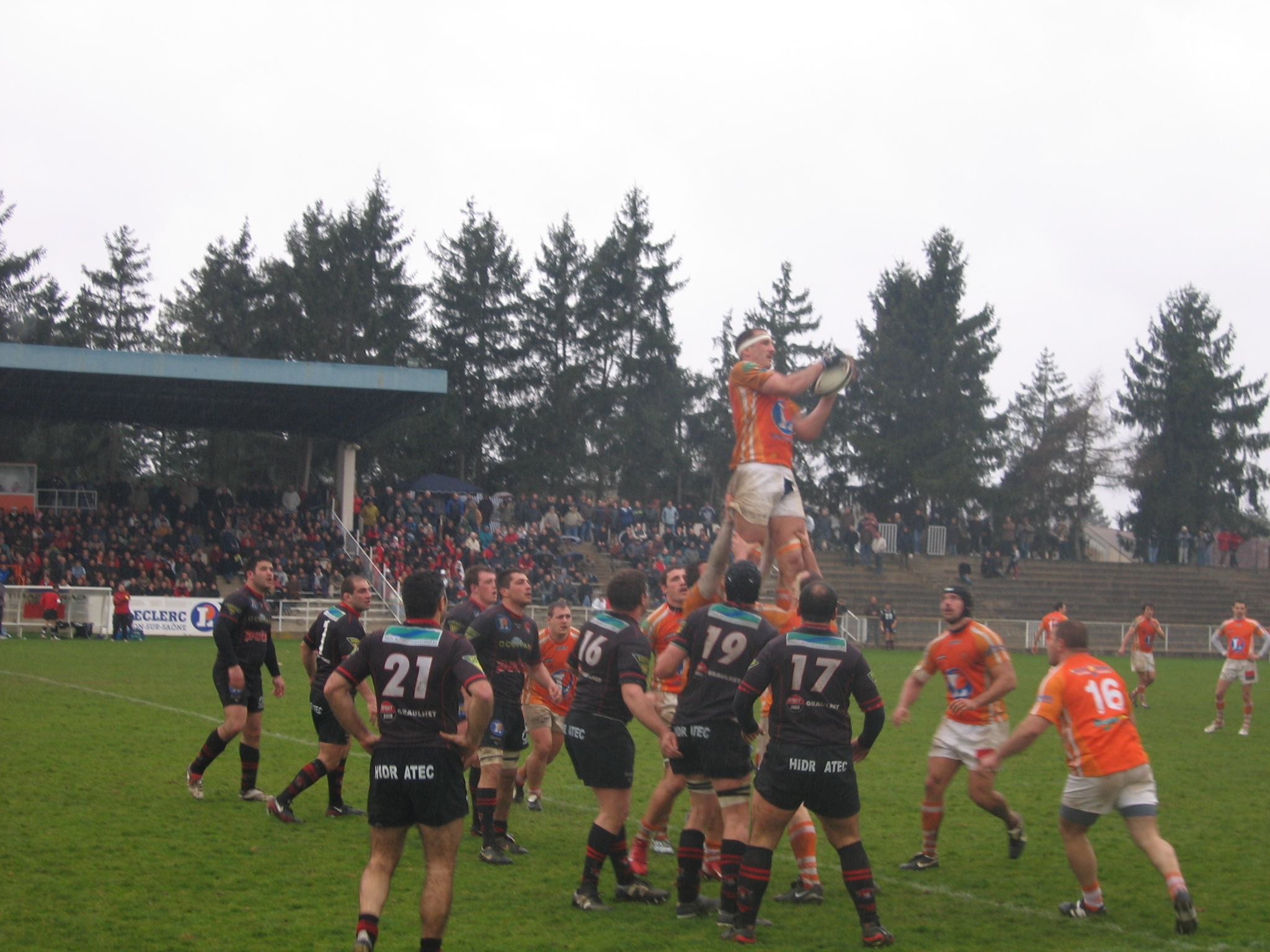
Régis Sigoire dans les airs avec le RC Chalon, lors de la saison 2006-2007.

Le club a comme ambition de forger un groupe assez solide pour rejoindre l'antichambre de l'élite, la Pro D2, sous la houlette de Loïc Van der Linden, ancien troisième ligne de Brive, avec lequel il remporta la coupe d'Europe en 1997, arrivé au club en 2005. L'objectif est toujours de monter en Pro D2 et d'avoir un club de rugby représentant la Bourgogne en professionnel. Durant cette période, le club va notamment axer sa politique de recrutement sur l'arrivée de jeunes espoirs ainsi que sur quelques cadres en provenance du Top 14 ou de la Pro D2. Parmi eux, Jean-Philippe Genevois, Florent Petitjean, Karol Brunet, Romain Lombard, François Bouvier, Vincent Gauvain mais également Mathieu Pla et Nicolas Carmona.
Chalon a atteint cette année (2006-2007) les quarts de finale du Trophée Jean Prat. Après une victoire en barrages contre l'Étoile sportive catalane, 22 à 11, le 13 mai, l'équipe a été éliminée par Blagnac, un des favoris de l'épreuve. Le 20 mai les deux équipes se sont séparées à Chalon sur un match nul, 26-26 (2 essais transformés et 4 pénalités de chaque côté). Lors de ce match, l'entraîneur de Blagnac, Pierre-Henry Broncan, a reçu un carton rouge, fait rare dans le rugby, et n'a donc pu prendre place sur le banc lors du match retour qui a eu lieu à Blagnac le 27 mai qui a vu la victoire des joueurs haut-garonnais sur le score de 27 à 14 (2 essais, 1 transformation et 5 pénalités pour Blagnac contre 1 essai et 3 pénalités pour Chalon).
Le 3 janvier 2007, Jean-Henry Tubert, ex-entraîneur du LOU, reprend les rênes du RC Chalon. Le club évolue donc en Fédérale 1 lors de la saison 2007-2008. Après avoir terminé 2e de sa poule avec 8 victoires, 2 nuls et 4 défaites, participe au Trophée Jean Prat (deuxième avec 4 victoires et 2 défaites). Le Racing club chalonnais passe les huitièmes de finale pour se faire encore éliminer en quart de finale contre l'US bressane avec un match nul à l'aller (12-12) et une défaite au match retour (12-29) à Bourg-en-Bresse.
Le club évolue encore en Fédérale 1 lors de la saison 2008-2009. Pour la première partie de saison, le club termine premier de sa poule avec 13 victoires et 1 seule défaite. La deuxième partie de saison, lors du Trophée Jean Prat, voit l'équipe terminer première de sa poule avec 6 victoires pour aucune défaite. Le club élimine l'AC Bobigny en quart de finale (défaite 27 à 26 à Bobigny, puis victoire 19 à 3 à Chalon). Mais le RCC échoue d'un rien pour la montée en Pro D2, lors des demi-finales contre le CA Lannemezan avec une défaite au match aller dans les Hautes-Pyrénées, 16 à 9, et une victoire au retour à Chalon sur le score de 15 à 9(-1 au goal average sur l'ensemble des deux matchs).
La saison 2009-2010 se passe très bien en phase régulière avec un bilan de 11 victoires, 3 défaites et une première place juste devant Bourg-en-Bresse. Le Trophée Jean Prat se passe aussi très bien avec une première place (6 victoires, 0 défaite). Fin avril 2010, Jean-Paul Cheveaux démissionne de la présidence et Philippe Marras le remplace. Mais les quarts de finale se passeront beaucoup moins bien avec une élimination contre le CA Saint-Étienne (défaite 12 à 3 à l'extérieur et également défaite 24 à 20 à Chalon-sur-Saône).

### Le dépôt de bilan et le retour en Fédérale 3
Un premier temps estimé à 400 000 euros, les montants des dettes sont compris entre 600 000 et 850 000 euros. Le 10 juin 2010, le club est officiellement en dépôt de bilan.
Une nouvelle association est créée sous le nom d'Association sportive racing club chalonnais ; elle propose à la DNACG un plan de reprise de l'ancienne entité. Ainsi, l'histoire du Racing ne disparaît pas, et continue sous une nouvelle dénomination. L'ASRCC reprend en Fédérale 3 pour la saison 2010-2011. Il se classe premier de sa poule en gagnant tous ses matchs. Le club continue sa série de victoires et décroche sa montée en Fédérale 2 lors du huitième de finale contre le Stade poitevin. Pour finir le Racing finit invaincu et décroche donc son premier titre de champion de France de Fédérale 3 en battant en finale le RO Lunel sur le score de 22 à 6, à Beaurepaire.

### Remontée rapide en Fédérale 1
Le club évolue qu'une saison en Fédérale 2 en 2011-2012. L'équipe chalonnaise finit sa phase de qualification avec 15 victoires pour 3 défaites et obtient la montée en Fédérale 1 en battant Saint-Jean-d'Angély 22 à 13 à Chalon lors des phases finales. Le club est éliminé en quart de finale de ces phases finales (bilan de quatre victoires pour deux défaites). En fédérale 1 pour la saison 2012-2013, le club chalonnais finit 6e sur 10 avec 38 points (7 victoires, 1 nul et 10 défaites avec 3 bonus offensif et 5 bonus défensif). Pour la saison 2013-2014, les chalonnais finissent à la 8e place sur 10 avec 33 points (7 victoires et 11 défaites avec 3 bonus offensif et 2 bonus défensif). Lors de la saison 2014-2015, le club chalonnais finit à la 6e place sur 10 avec 50 points (10 victoires et 8 défaites avec 5 bonus offensif et 6 bonus défensif).

### 2016: disparition du club
Pour la saison 2015-2016, alors que le club est classé 4e sur 10 avec 5 victoires pour 4 défaites (poule 1) et en bonne position pour rallier la deuxième phase, le club connait de graves soucis financiers.
En novembre 2015, le président du club (Pascal Chapelon) démissionne, puis environ 500 000 euros de dette sont annoncés en décembre 2015. Le maire de Chalon Gilles Platret et le président du Grand Chalon Sébastien Martin rencontrent ainsi les dirigeants et s'aperçoivent que les bilans de fin de saison 2014-2015 ont été falsifiés. Ils décident alors de suspendre les subventions au club. Le 8 janvier 2016 est auditionné par la DNACG, il en ressort que le club est très endetté : en plus des 500 000 euros de dette évoqués en décembre 2015, il faut rajouter un montant de 470 000 euros d'URSSAF, soit un total d'environ 1 million d'euros de déficit.
Le 12 janvier 2016, le dépôt de bilan est acté officiellement par le conseil d'administration du club, avec un forfait général des équipes séniors et une liquidation judiciaire actée à la date de 9 février 2016 mais reporté d'une semaine ; l'ASRCC disparaît ainsi le 16 février, cette fois-ci sans reprise d'activité.
Afin de pérenniser la pratique du rugby à Chalon-sur-Saône, un nouveau club est créé en parallèle de la disparition du « Racing » centenaire : le Rugby tango chalonnais voit ainsi le jour le 1er février 2016,,. La création est officiellement reconnue par la Fédération française de rugby en tant que nouveau club lors du comité directeur du 5 février 2016.

## Palmarès
- Championnat de France rugby à XV de 2e série :
  - Finaliste (1) : 1907
- Challenge de l'Espérance :
  - Finaliste (1) : 1998
- Championnat de France de Fédérale 3 :
  - Champion (1) : 2011

## Structure

### Stade
Le club évolue sur le complexe du stade Léo-Lagrange, plus précisément sur le terrain Louis-Brailly.

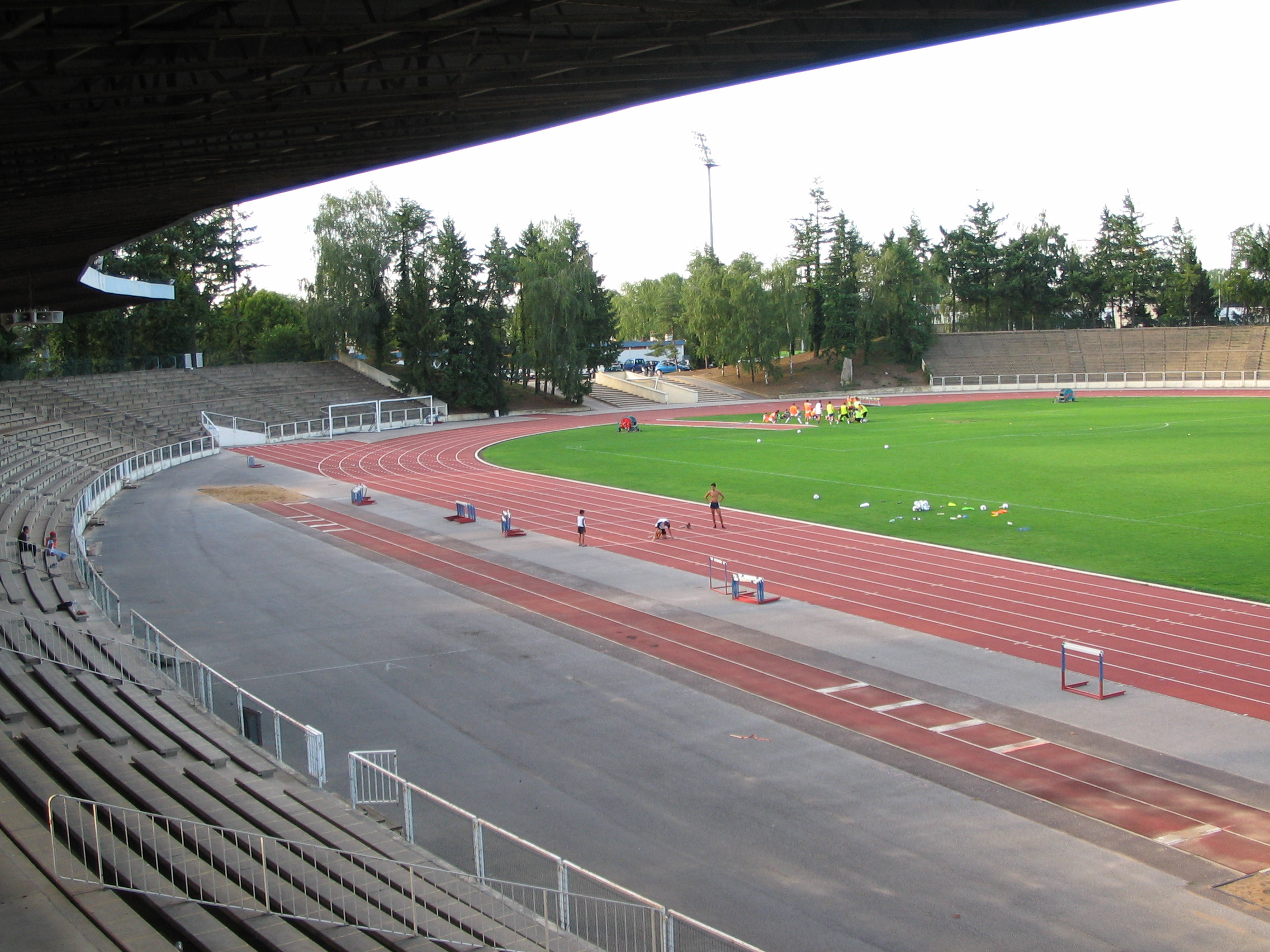
Tribune couverte principale.
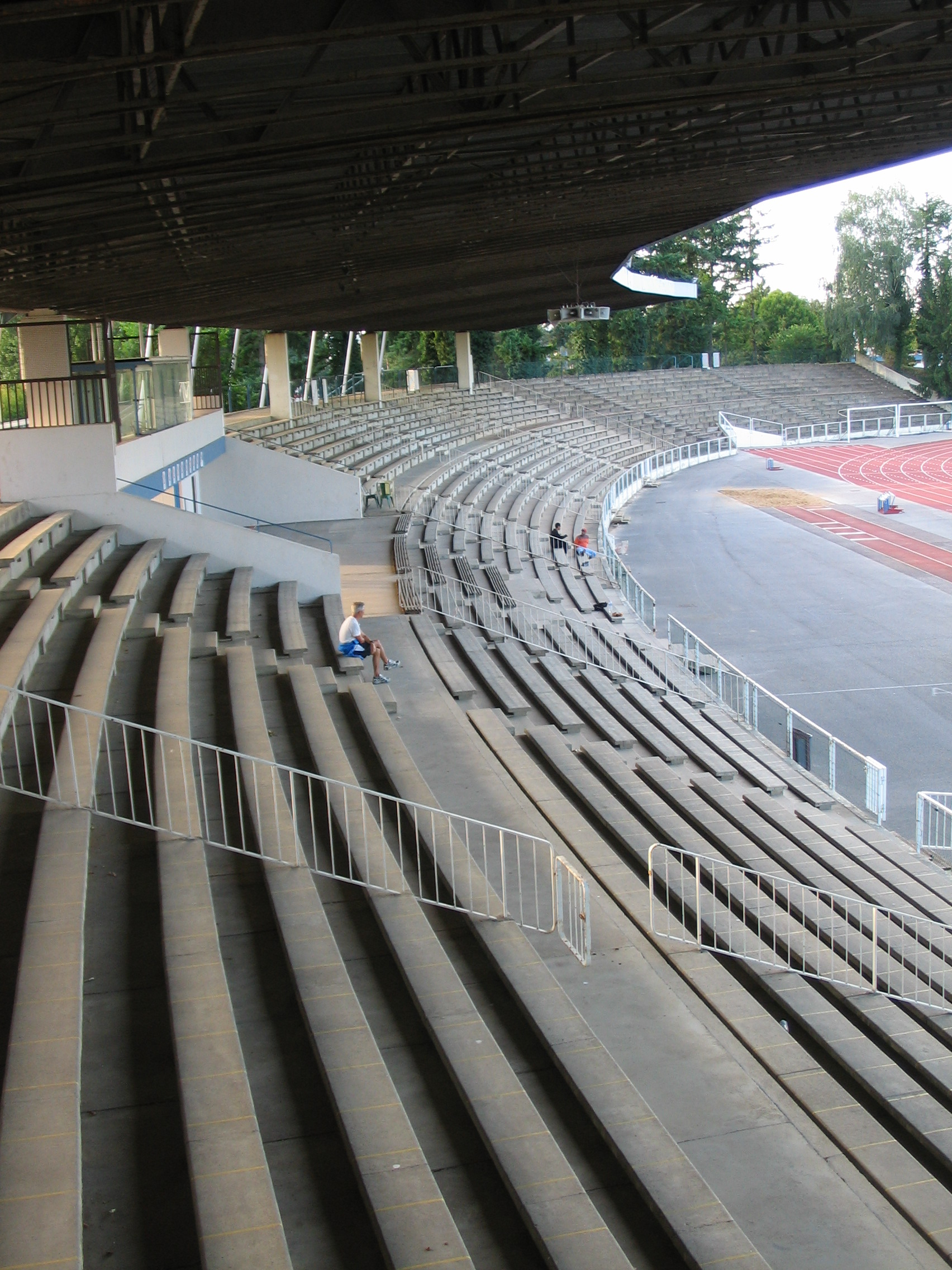
Plan rapproché.
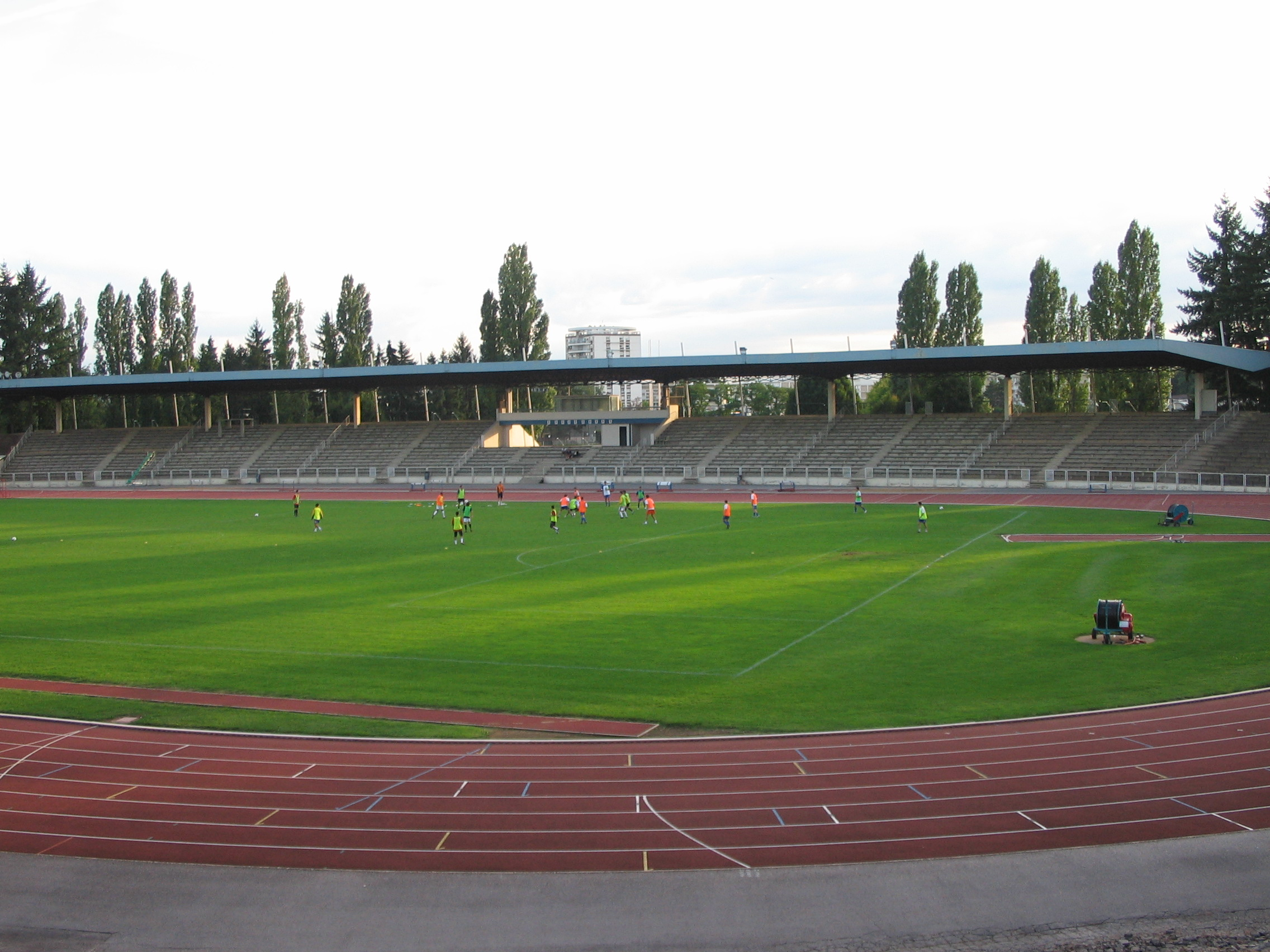
Apparence des installations en 2006.

### Aspects juridiques et économiques
Le club est défini comme une Société anonyme sportive professionnelle (SASP). Le budget 2014-2015 est de 1,7 million d'euros (1,45 million en 2013-2014) dont 100 000 euros pour le centre de formation.

## Personnalités du club

### Présidents
| - décembre 2013 - novembre 2015 : Pascal Chapelon - juillet 2010 - décembre 2013 : Pascal Guinot - fin avril 2010 - juillet 2010 : Philippe Marras - 2009 - fin avril 2010 : Jean-Paul Cheveaux - 2008 - 2009 : Jean-Claude Soula et Jean-Paul Cheveaux - 2001 - 2008 : Jean-Paul Cheveaux - 1997 - 2000 : Claude Pierre - 1994 - 1997 : Patrick Guichard - 1993 - 1994 : Jean-Yves Aubert - 1992 - 1993 : Claude Mourvilliers - 1986 - 1992 : Jean-Yves Aubert - 1982 - 1986 : Jean-Paul Déchelle - 1979 - 1981 : Bernard Bouvet | - 1975 - 1979 : Paul Léchalier - 1973 - 1975 : Charles Mader - 1970 - 1973 : Paul Léchalier - 1945 - 1970 : Louis Brailly - 1935 - 1945 : Paul Limonier - 1934 - 1935 : Étienne Dufour - 1929 - 1933 : Henri Faillant - 1925 - 1928 : M. Girard - 1921 - 1924 : Dr Charnois - 1915 - 1920 : Pierre Thévenet - 1905 - 1914 : Virey Pauly - 1900 - 1905 : Léon Chevrier - 1899 - 1900 : A. Joly |

### Entraîneurs
- 1907-? : M. Gayet[3]

### Joueurs emblématiques
- Christian Badin
- Jacques Bayardon
- Éric Catinot
- Michel Vannier